# Katharinenkirche Gleiberg

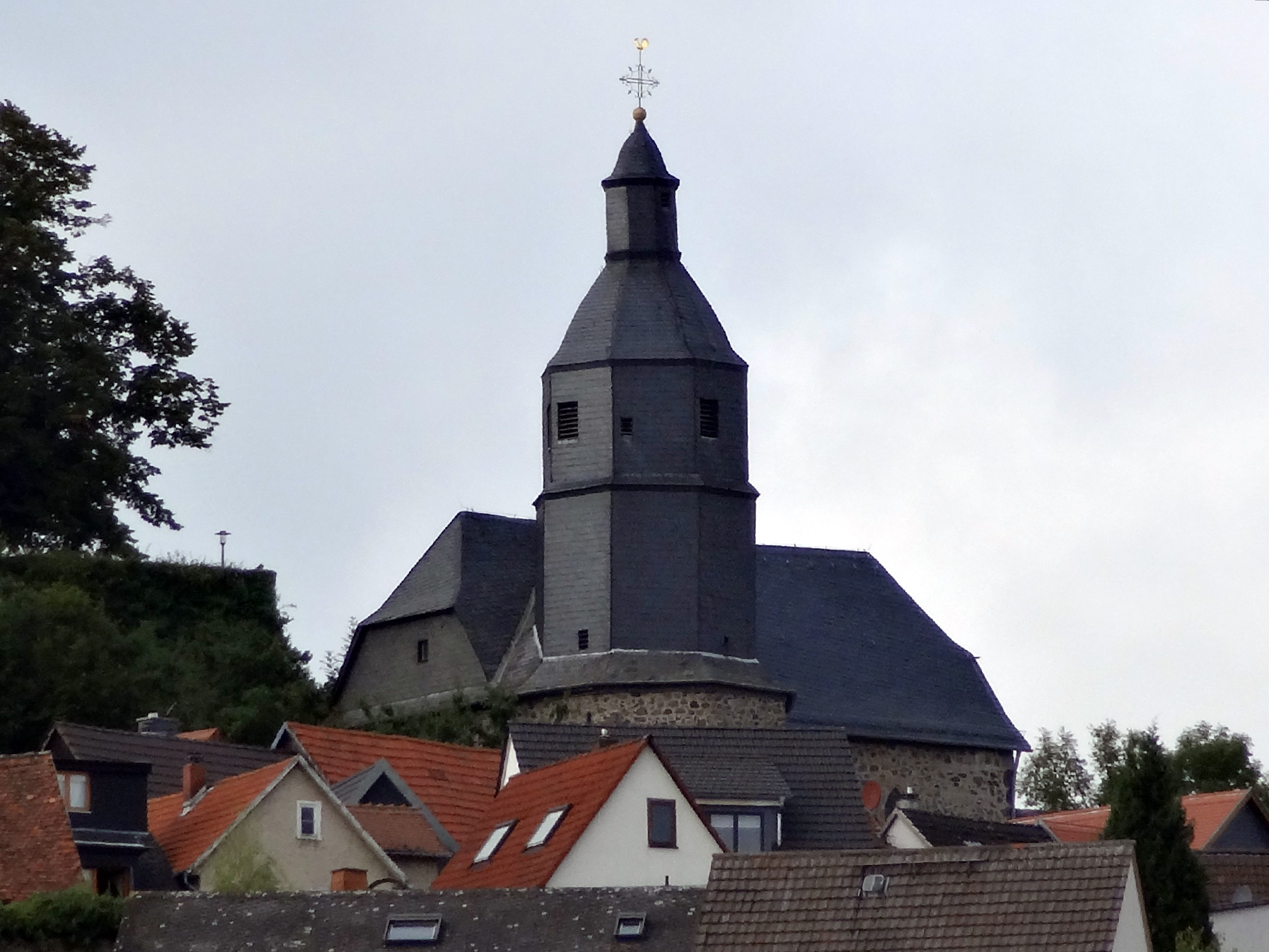
Kirche von Südosten

Die evangelische Katharinenkirche in Krofdorf-Gleiberg, einem Ort in der Gemeinde Wettenberg im Landkreis Gießen (Mittelhessen), wurde vor dem ehemaligen Haupteingang der Burg Gleiberg errichtet. Der gotische Chor geht auf zweite Hälfte des 14. Jahrhunderts zurück, das L-förmig angebaute Kirchenschiff wurde 1621 fertiggestellt. Das Gotteshaus bildet mit der Burganlage ein besonderes Ensemble und ist hessisches Kulturdenkmal.

## Geschichte

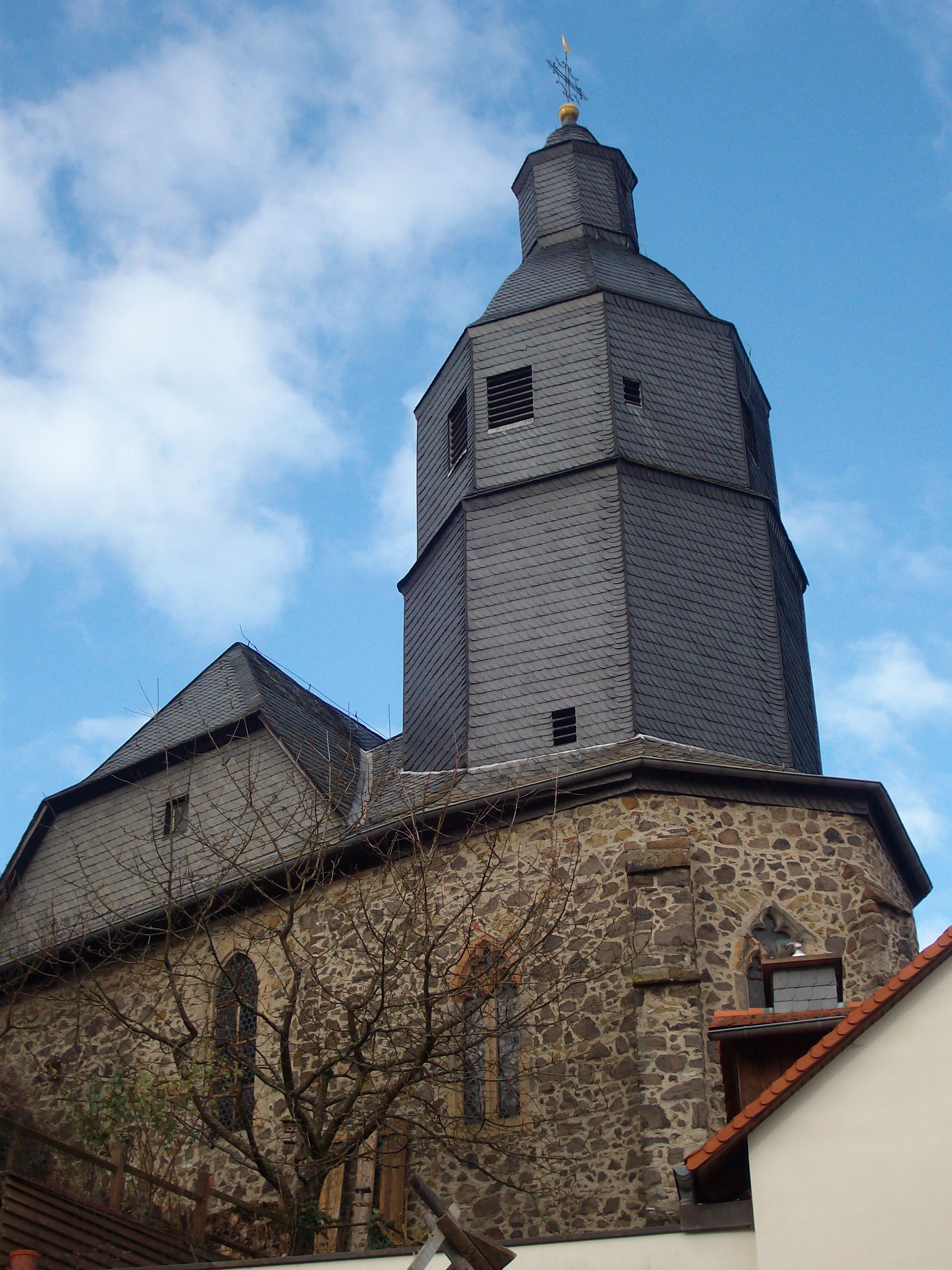
Ansicht von Süden

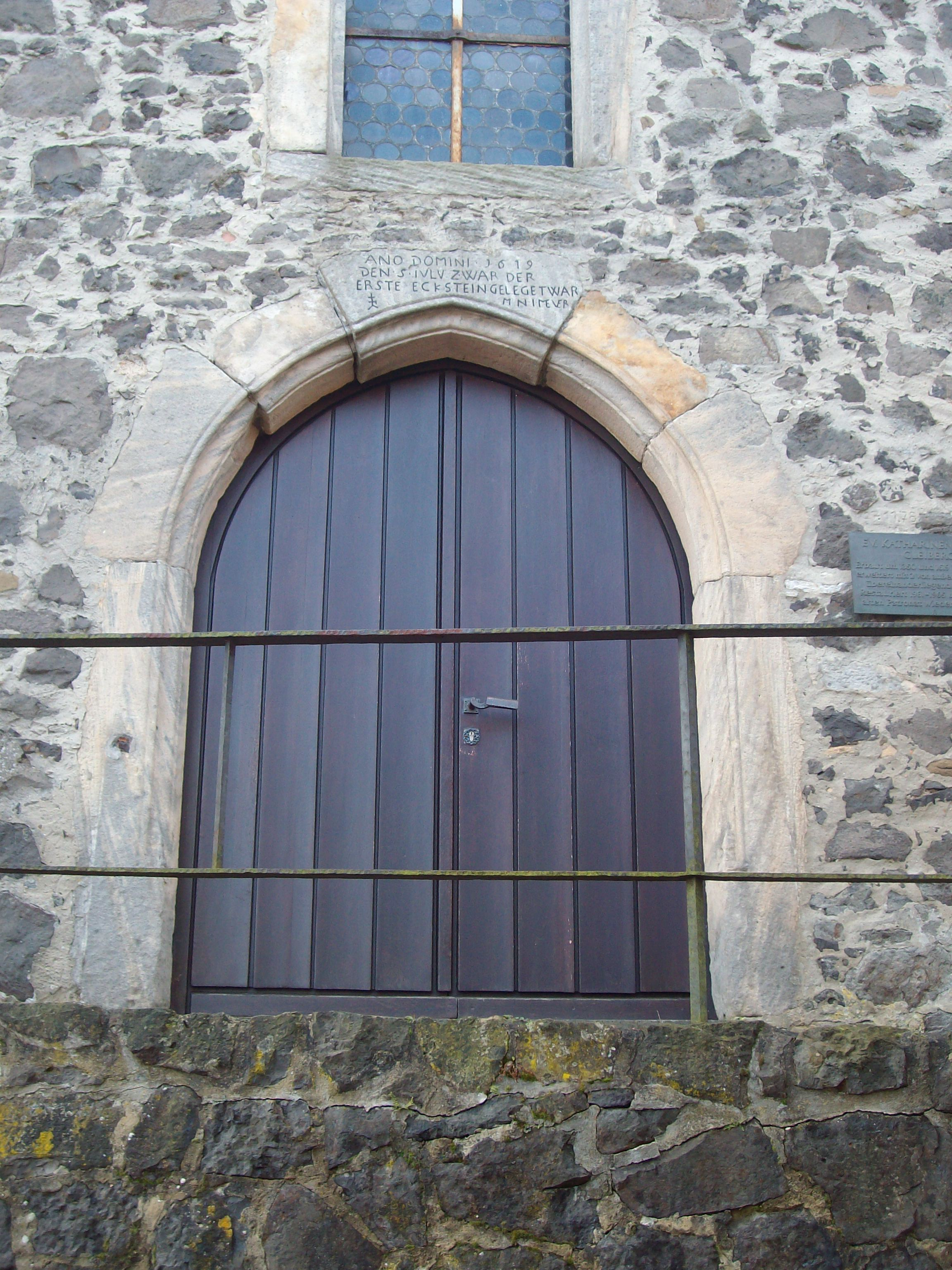
Nordportal mit Inschrift

Die Gleiburg verfügte um 1230 über eine Burgkapelle aus der Zeit der Merenberger. In der zweiten Hälfte des 14. Jahrhunderts wurde vor der Burg eine Kapelle in den Berghang errichtet, vermutlich anstelle eines romanischen Vorgängerbaus. Im ausgehenden Mittelalter war die Gemeinde dem Dekanat Wetzlar des Archidiakonats St. Lubentius Dietkirchen im Bistum Trier zugeordnet. Die Kirche unterstand ursprünglich dem Patrozinium der Katharina von Alexandrien.
Mit Einführung der Reformation wechselte Gleiberg zum protestantischen Bekenntnis. Als erster evangelischer Pfarrer wirkte hier Justus Breul von 1546 bis 1560. Das Langschiff wurde in den Jahren 1619 bis 1621 angebaut. Über dem Nordportal ist die Inschrift angebracht: „Anno Domini 1619 den 5. Juli war der erste Eckstein gelegt.“ Der ursprünglich gewölbte Chor wurde 1743 renoviert und erhielt eine flache Decke. Eine Inschrift lautet: „Anno Christi 1743 Ist dieses Kohr Renovieret worten H. Johan Heinrich Schmitborn Der Zeit pfarrer johan Adam ist der borge meister Johannes filious [?] leib Adam boß Johannes Feuser Casimir leib vorsteher und bau hern.“
Die Kriegsschäden im Jahr 1945 wurden durch einen Luftangriff und die Besatzungszeit verursacht. Das beschädigte Dach wurde von 1947 bis 1950 erneuert und der Innenraum in den Jahren 1960 bis 1965 umfassend saniert. Die nach der Reformation übertünchten Chormalereien wurden teilweise freigelegt und restauriert, ebenso die Brüstungsmalereien von späteren Farbschichten befreit und die westliche Außentreppe saniert. Erst im Jahr 1965 wurde die Kirche wieder eingeweiht.
Eine Außensanierung fand im Jahr 1979 statt. 1997 wurde die Kirche mit ihrem ursprünglichen Namen rückbenannt. Im Rahmen einer Kirchensanierung in den Jahren 2003 bis 2005 wurde der Dachstuhl angehoben und einzelne marode Balken ausgetauscht und Gefache erneuert. Die Kirche erhielt einen neuen Innenanstrich. Die Fresken wurden allerdings belassen, wie sie sind. In der Nordwestecke wurde eine Toilette eingebaut und dafür die Sakristei um eine Bankreihe in den Kirchenraum vorgerückt sowie eine Glasfront im nördlichen Eingangsbereich eingesetzt. Im Jahr 2015 erfolgte eine Sanierung des Glockenstuhls.

## Architektur

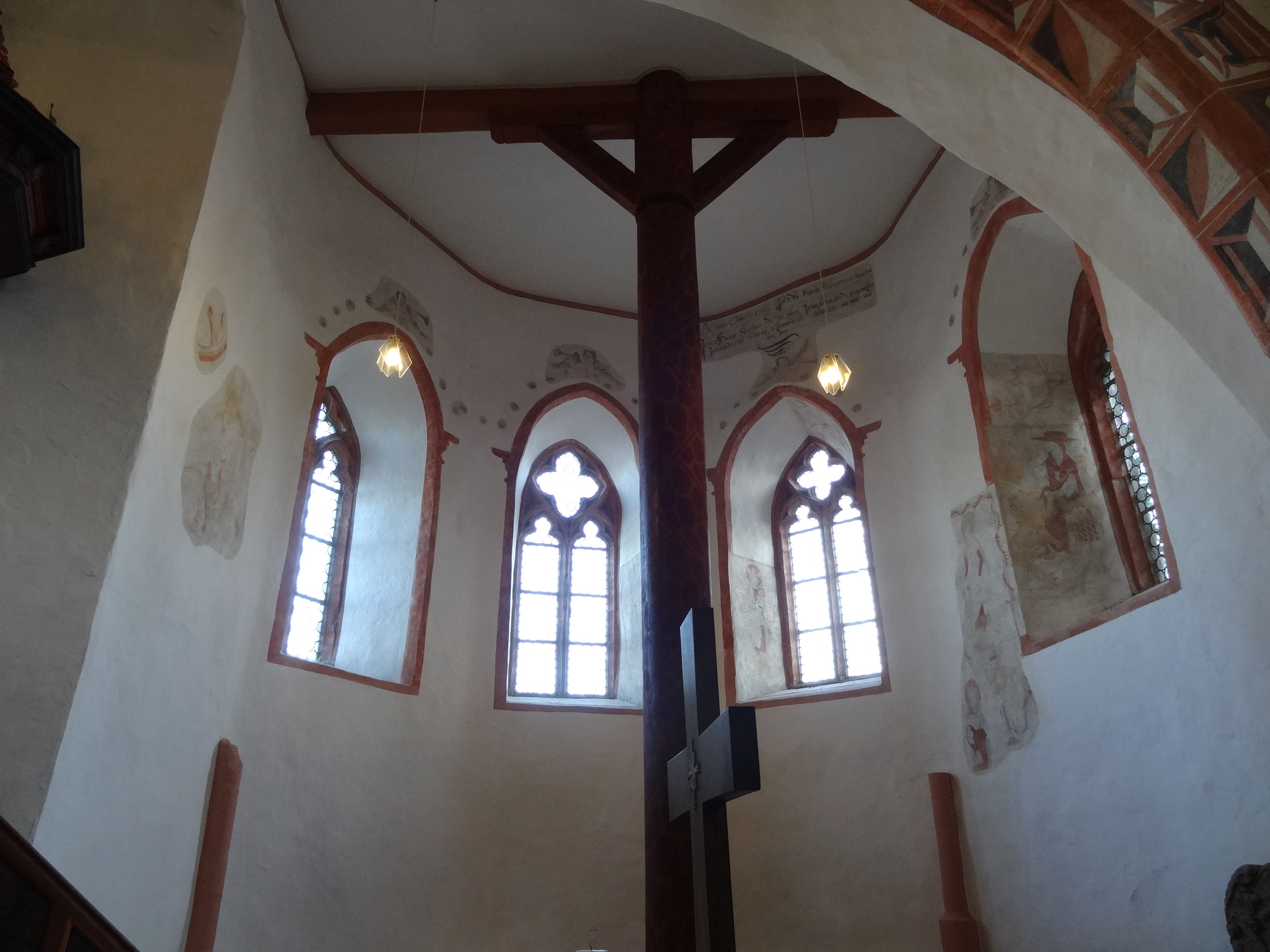
Blick in den Chorraum

Die unverputzte Kirche aus Bruchsteinmauerwerk mit Eckquaderung aus Lungstein ist am nordöstlichen Burghang auf einem L-förmigen Grundriss über dem Dorf erhöht errichtet. Sie besteht aus zwei Baukörpern mit eigener Geschichte. Da die gotische, geostete Kapelle in den Felsabhang hineingebaut war, war eine Vergrößerung des Gebäudes nur durch ein Langhaus in nord-südliche Ausrichtung möglich. Der Chor wurde auf diese Weise zum südöstlichen Abschluss. Der Basaltuntergrund schloss zudem eine Grablege unterhalb der Kirche aus.
Strebepfeiler stützen den Chor mit 5/8-Schluss und dienten ursprünglich dazu, die Schubkraft des Gewölbes abzuleiten. Der Chor wird durch vier Maßwerkfenster belichtet. Im Jahr 1619 erhielt der Chor einen achtseitigen, verschieferten Turmaufbau. Über dem Schaft erhebt sich etwas verjüngt die Glockenstube, über der ein geschwungenes Pultdach zu einer kleinen Laterne überleitet, die von einer Haube abgeschlossen wird. Der Turm wird von einem vergoldeten Turmknopf, schmiedeeisernen Kreuz und vergoldeten Wetterhahn bekrönt. Ein großer Rundbogen, der mit Bossenquadern bemalt ist, verbindet den Chor mit dem Schiff. Zugleich nimmt er einen Teil des Gewichts vom Turm auf.
Der hohe Rechtecksaal in Nord-Süd-Ausrichtung wird durch ein Schopfwalmdach abgeschlossen. Die an der Westseite verlaufende Steintreppe ermöglicht durch ein spitzbogiges Portal mit Gewände aus Lungstein den ebenerdigen Zugang zur ersten Empore. Das Spitzbogenportal mit rotem Sandsteingewände zur oberen Empore trägt ein Wappen und ist seit den 1960er Jahren vermauert. Ebenfalls vermauert ist ein Spitzbogenfenster mit Maßwerk zwischen den beiden Westportalen, sodass die Westseite heute fensterlos ist. An der Ostseite des Schiffs ist links der Kanzel, noch innerhalb der Bogennische, ein rechteckiges Fenster eingelassen. Ein weiteres schmales Spitzbogenfenster mit Laibung ist in der nördlichen Ostmauer und eins oberhalb des Nordportals angebracht.

## Ausstattung

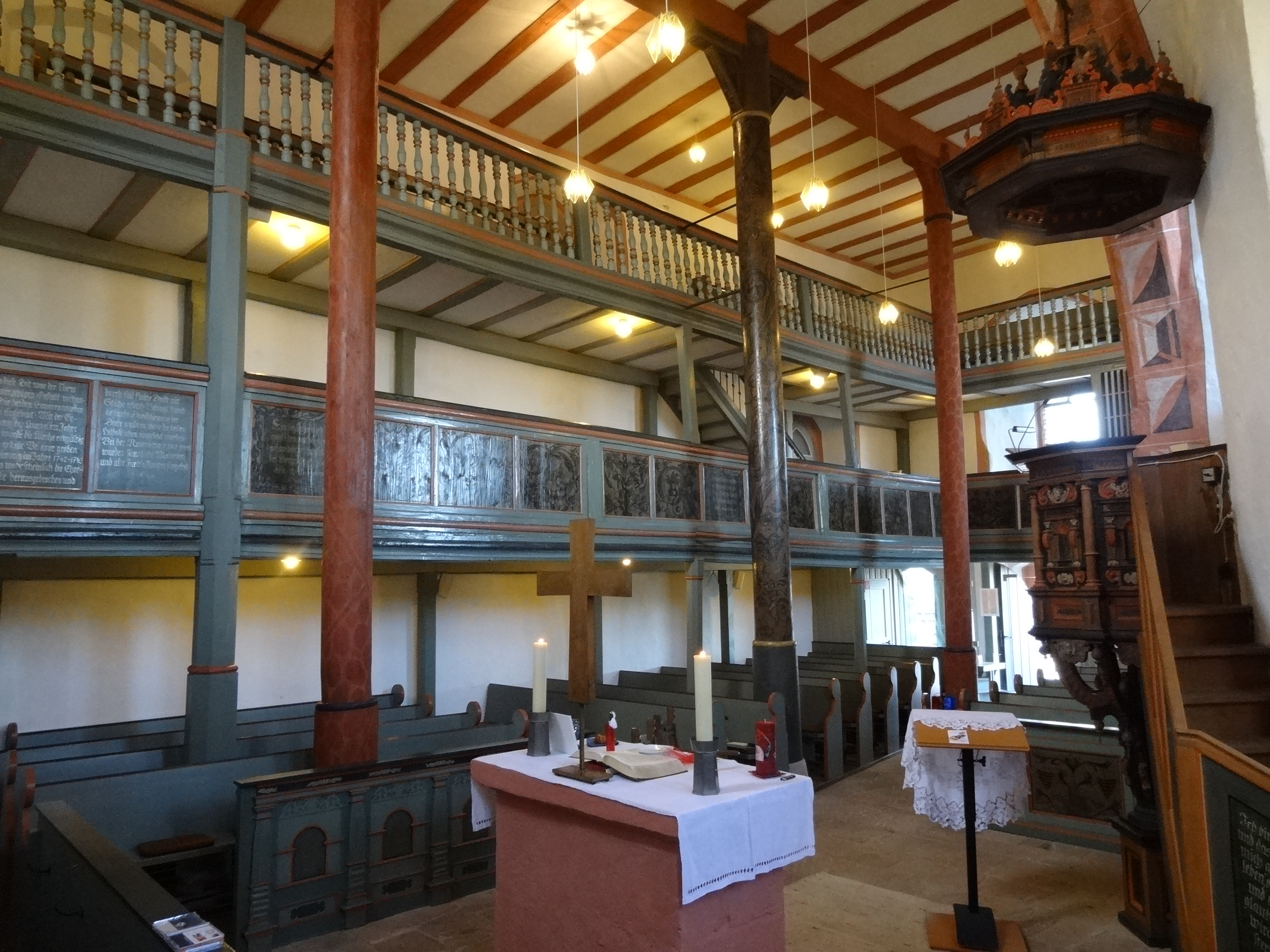
Langhaus Richtung Nordwesten

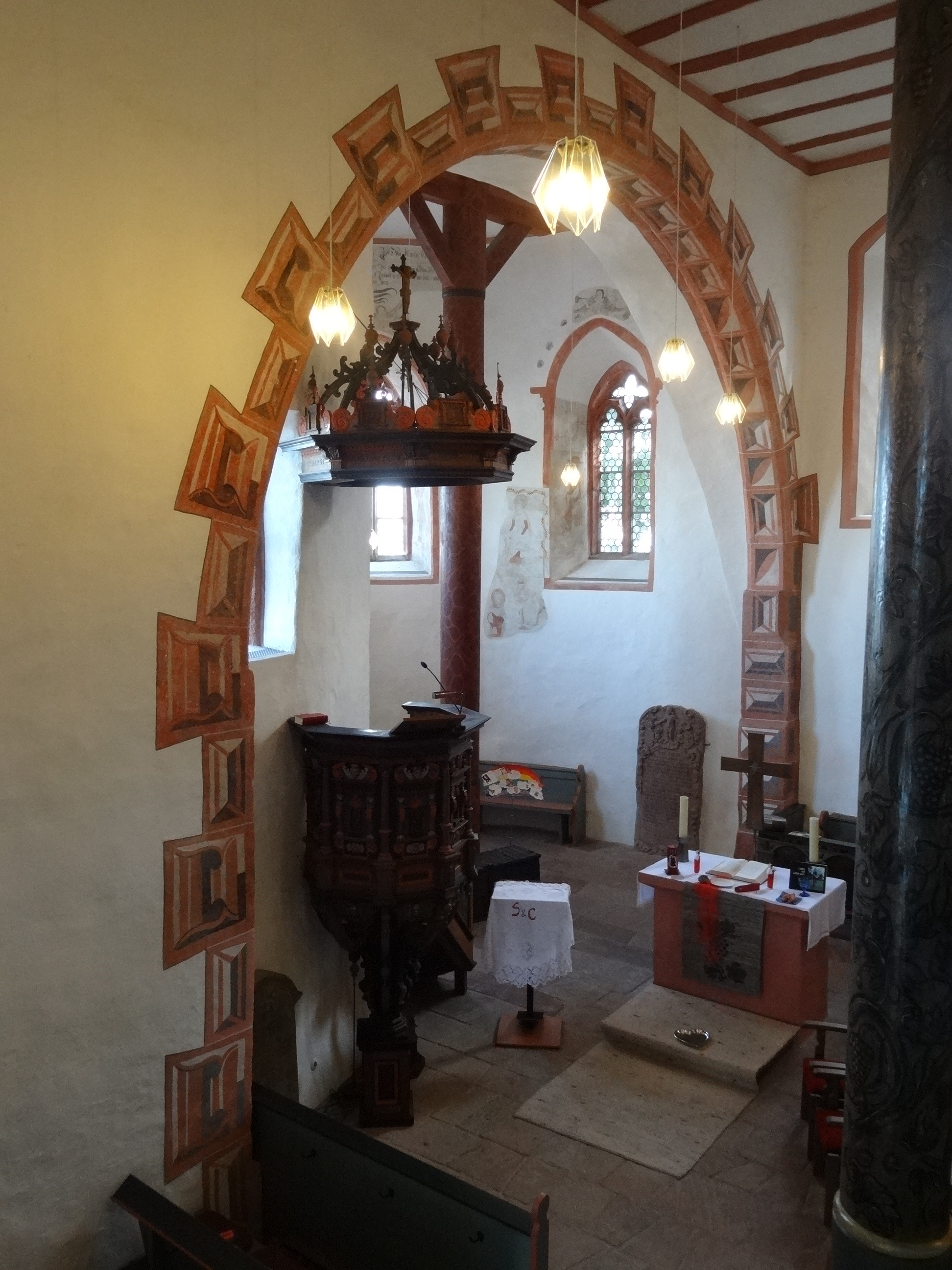
Chorbogen

Die erhaltenen Dienste weisen auf ein Chorgewölbe. Eine Flachdecke im Chor wird von einer zentralen, hölzernen Rundsäule gestützt. Die 1961/62 freigelegten Wandmalereien zwischen den Chorfenstern zeigen die Muttergottes auf der Weltkugel, den hl. Hieronymus, die hl. Katharina und Fragmente des Jüngsten Gerichts hinter der Kanzel. Die Fensterlaibungen haben barocke Puttendarstellungen von 1743.
Der Innenraum des Schiffes wird von einer flachen Balkendecke abgeschlossen. Unter den Querbalken verläuft ein Unterzug, der von drei hölzernen Rundsäulen mit Kopfbügen getragen wird. Der mittlere Rundpfosten ist mit dem Jahr 1621 bezeichnet und hat die alte Bemalung mit olivgrünen Weinranken und Trauben. Die beiden anderen Rundpfosten sind rötlich bemalt und datieren von 1809. Die raumbeherrschenden zweigeschossigen Emporen an der West- und Nordseite stammen aus der ersten Hälfte des 17. Jahrhunderts. Die untere Empore zeigt olivgrüne Brüstungsmalereien mit Ornamenten, Bildern und Bibelversen, die obere hat gedrechselte Docken. Die Brüstung mit Schnitzereien an der Bank vor der Südwand ist der Rest eines Herrschaftsstuhls und zeigt unter fünf Rundbögen die vier Evangelisten mit ihren Symbolen und im Mittelfeld König David, der in einer Gebetshaltung die Auferstehung Jesu Christi visionär vorhersieht.
Die steinerne Altarmensa stammt aus mittelalterlicher Zeit. Die Kanzel von 1643 ist mit wertvollen Schnitzereien verziert und trägt den Spruch: „Wer diesen Stvl recht wil beschreiden, mvs lehren, weren, leiden, meiden.“ Auf dem Schalldeckel ist der Bibelvers „Mal. 2. Des Priesters Lippen sollen die Lehr bewahren, das man aus seinem Mvndt das Gesetz suche“ sowie „Psalm 51: Herr, thve meine Lippen avff, das mein Mund deinn Rvhm verkvndige; Anno 1643.“
Die große, massive Eichentruhe mit Eisenbeschlägen von 1588 diente zur Aufbewahrung von Dokumenten. Von den Dokumenten über die Rechte der Pfarrei und die gestifteten Einkünfte blieb nur ein Inhaltsverzeichnis erhalten. Zwei Grabsteine mit Inschriften von 1666 und 1695 sind im Chor, ein weiterer von 1790 unter der Kanzel aufgestellt.

## Orgel

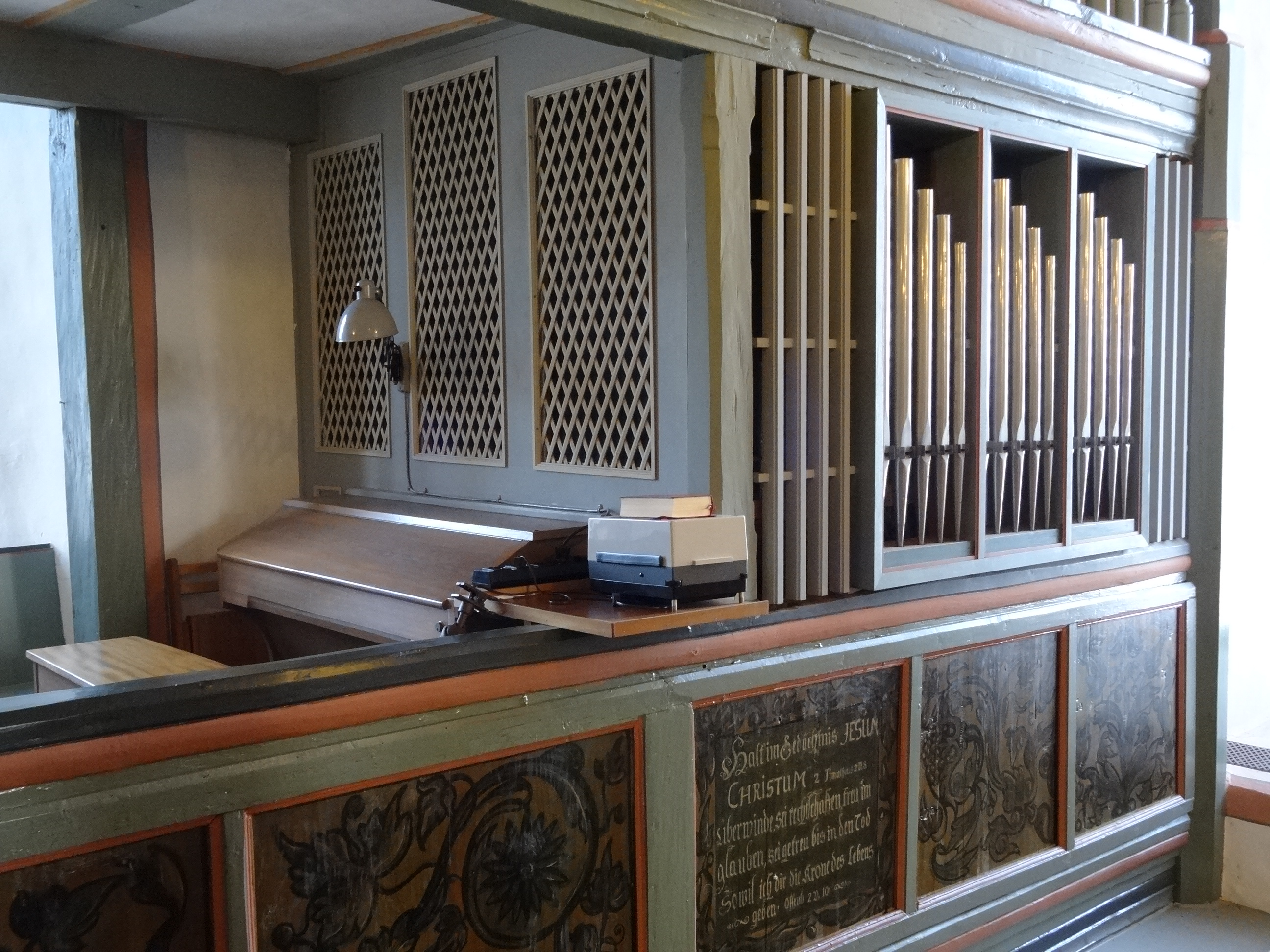
Zwischen den Emporen eingebaute Orgel

Von einer Orgel ist erstmals im Jahr 1836 die Rede, als ihr Zustand als schlecht bezeichnet wird. Das abgängige Positiv hatte fünf Register und soll im Jahr 1842 nach Einschätzung des Treisbacher Orgelbauers Peter Dickel 200 bis 300 Jahre alt gewesen sein. Dickel baute im Jahr 1846 ein neues Werk mit zwölf Stimmen auf einem Manual und Pedal. Nach Zerstörung der Orgel im Jahr 1945 schuf Günter Hardt aus Möttau 1968 eine kleine neue Orgel mit sechs Registern. Die Disposition lautet wie folgt:
| I Manual C–g3 |       |
| Gedackt       | 8′    |
| Prinzipal     | 4′    |
| Rohrflöte     | 4′    |
| Oktave        | 2′    |
| Mixtur III-IV | 1 ⁄3′ |

| Pedal C–f1 |     |
| Subbaß     | 16′ |

- Koppeln: I/P

## Glocken
Der Glockenstuhl beherbergt ein Dreiergeläut. Die gotische Ave-Glocke stammt aus vorreformatorischer Zeit. Eine große Glocke ist mit 1571 bezeichnet und wurde vom Frankfurter Glockengießer Göbel gegossen. Spenden ermöglichten 1978 die Anschaffung einer Glocke von Rincker, die das Geläut vervollständigte. Der Klangaufbau besteht aus zwei kleinen Terzen, die zusammen einen Tritonus umfassen.
| Nr. | Name                                        | Gussjahr | Gießer Gussort                    | Durchmesser (mm) | Masse (kg) | Schlagton | Inschrift | Bild |
| 1   | Auferstehungsglocke, Taufglocke             | 1571     | Nikolaus Göbel, Frankfurt am Main | 885              | 375        | h1        | zwei Medaillons mit Darstellungen von Gefangennahme und Grablegung Christi                                                                 |      |
| 2   | Gebets-, Abendmahls- und Trauglocke         | 1978     | Rincker, Sinn                     |                  | 185        | d2        | „O LAND, LAND, LAND, HÖRE DES HERRN WORT + JER. 22,29“                                                                                     |      |
| 3   | Ave-Glocke, Taufglocke, Auferstehungsglocke | 1350     |                                   | 610              | 150        | f2        | „in principio erat verbum et verbum erat apud deum. ave maria gratia plena dominus tecum et b[enedicta]“, Relief zeigt Maria mit dem Kind. |      |

## Kirchengemeinde und Pfarrer
Die evangelische Kirchengemeinde Krofdorf-Gleiberg umfasste im Jahr 2020 etwa 2600 Mitglieder. Sie nutzte neben der Katharinenkirche auch die Margarethenkirche Krofdorf. Am 1. Januar 2021 fusionierten die drei evangelischen Kirchengemeinden Krofdorf-Gleiberg, Launsbach und Wißmar zur Kirchengemeinde Wettenberg. Die Kirchengemeinde gehört zum Evangelischen Kirchenkreis an Lahn und Dill innerhalb der Evangelischen Kirche im Rheinland.
Eine „Denkmalstiftung Ev. Kirchen Krofdorf-Gleiberg“ dient dem Erhalt der beiden denkmalgeschützten Kirchen in Krofdorf und Gleiberg.
Aus vorreformatorischer Zeit werden die Namen von 17 Priestern erwähnt, als erster ein Pleban Johannes, der im Jahr 1289 für Launsbach zuständig war. Seit der Reformationszeit können die Pfarrer lückenlos nachgewiesen werden.
- 1546–1560: Justus Bruelius (Breul)
- 1560–1573: Laurentius Stephani
- 1573–1587: Friedrich Heun aus Södel
- 1587–1605: Matthias Stutzius
- 1605–1628: Daniel Arcularius
- 1629–1646: M. Martin Stephani
- 1646–1683: Johann Philipp Schmidtborn
- 1683–1732: Georg Philipp Schmidtborn
- 1732–1782: Johann Friedrich Schmidtborn
- 1782–1795: Georg Philipp Schmidtborn
- 1796–1824: Georg Jakob Reuss
- 1824–1851: Karl Christian Raßmann
- 1851–1857: Friedrich Wilhelm Imhäusser
- 1857–1858: Johann Philipp Ludwig Geibel (Verwaltung)
- 1859–1862: Peter Reinhard Eduard Züllig Bornemann
- 1862–1871: Hermann Julius Adolf Bode
- 1872–1875: Gerhard Goebel
- 1875–1901: Johann Philipp Ludwig Geibel
- 1902–1929: Heinrich Knieper
- 1929–1930: Adolf Bausch
- 1930–1934: Bernhard Wiebel
- 1935–1939, 1945–1949: Ernst Teichmann (während des Zweiten Weltkriegs Kriegspfarrer und Gefangenschaft)
- 1944–1945: Hans-Philipp Zitelmann (Verwaltung)
- 1949–1959: Franz Roth
- 1959–1994: Hanns-Christoph Barnikol (1959–1961 Verwaltung)
- 1994–2024: Georg-Christoph Schaaf